# Верхние Лубянки
Верхние Лубянки — село в Волоконовском районе Белгородской области России. В составе Ютановского сельского поселения.

## География
Село расположено в восточной части Белгородской области, у истока малой реки под названием Манджоха (правого притока Оскола), в 7,7 км к юго-западу от районного центра Волоконовки.

## История
По разным свидетельствам первое поселение на месте Верхних Лубянок возникло в 1680 году.
В 1732 году Верхние Лубянки числились слободой и относились к владениям помещиков Синельниковых (дворянский род; в XVIII веке их имение включало слободы Волоконовка, Верхние и Нижние Лубянки — всего 12 тысяч десятин земли).
В середине XVIII века в слободе имелись: деревянная церковь — во имя Успения Пресвятой Богородицы (после гражданской войны использовалась колхозом под склад; в 1930-е годы здание было разрушено), маслобойка, винные лавки, волостное правление.
В 1859 году — Бирюченского уезда «слобода владельческая Верхние Лубянки (Верхняя Лубянка, Верховье) при протоке речки Лубяночки» «по левую сторону тракта из города Бирюча на город Новый Оскол» — 117 дворов, церковь православная.
В 1870 году было построено первое здание школы, которая была церковно-приходской.
В 1900 году — Бирюченского уезда волостная слобода Верхняя Лубянка — 254 двора, церковь, 2 общественных здания, земская школа, 2 мелочные и винная лавки.
В 1914 году было построено второе здание школы; учащиеся проходили семилетний курс.
С июля 1928 года слобода Верхние Лубянки — центр Верхне-Лубянского сельского совета (слобода, 2 посёлка и 3 хутора) в Волоконовском районе; в 1950-е годы слобода Верхние Лубянки в Грушевском сельсовете того же района; в 1970-е — село в Ютановском сельсовете того же района.
В годы Великой Отечественной войны часть здания второй школы была разрушена. В настоящее время помещения школы не используются.

## Население
В 1859 году 1294 жителя (646 мужского и 648 женского пола).
В 1900 году 1599 жителей.
В 1931 году в слободе Верхние Лубянки — 1383 жителя.
На 17 января 1979 года в селе Верхние Лубянки — 408 жителей, на 12 января 1989 года — 285 (116 мужчин, 169 женщин).
В 1997 году в селе Верхние Лубянки Ютановского сельского округа Волоконовского района — 119 домовладений, 284 жителя.
| 1859 | 1897  | 2002 | 2010 |
| ---- | ----- | ---- | ---- |
| 1294 | ↗1382 | ↘298 | ↘264 |